# Ormyrus diffinis
Ormyrus diffinis är en stekelart som först beskrevs av Etienne Laurent Joseph Hippolyte Boyer de Fonscolombe 1832.  Ormyrus diffinis ingår i släktet Ormyrus och familjen kägelglanssteklar. Inga underarter finns listade i Catalogue of Life.